# Kucura
Kucura (en serbe cyrillique : Куцура) est une localité de Serbie située dans la province autonome de Voïvodine. Elle fait partie de la municipalité de Vrbas dans le district de Bačka méridionale. Au recensement de 2011, elle comptait 4 323 habitants.
Kucura est officiellement classée parmi les villages de Serbie.

## Démographie

### Évolution historique de la population
| 1948  | 1953  | 1961  | 1971  | 1981  | 1991  | 2002  | 2011  |
| ----- | ----- | ----- | ----- | ----- | ----- | ----- | ----- |
| 4 731 | 4 783 | 4 881 | 4 655 | 4 687 | 4 713 | 4 663 | 4 323 |

|  |